# Pikku Ahvenjärvi (sjö i Muhos, Norra Österbotten, Finland)
Pikku Ahvenjärvi och Ahvenjärvi, eller Ahvenjärvet är sjöar i Finland. De ligger i kommunen Muhos i landskapet Norra Österbotten, i den centrala delen av landet, 500 km norr om huvudstaden Helsingfors. Ahvenjärvet ligger 94,1 meter över havet. Arean är 17 hektar och strandlinjen är 2,07 kilometer lång. Sjön  ingår i Uleälvens huvudavrinningsområde.   I omgivningarna runt Pikku Ahvenjärvi växer i huvudsak barrskog.